# Cantharidella tesselata
Cantharidella tesselata är en snäckart som först beskrevs av Arthur Adams 1851.  Cantharidella tesselata ingår i släktet Cantharidella och familjen pärlemorsnäckor. Inga underarter finns listade i Catalogue of Life.